# Katholische Akademie Franz-Hitze-Haus

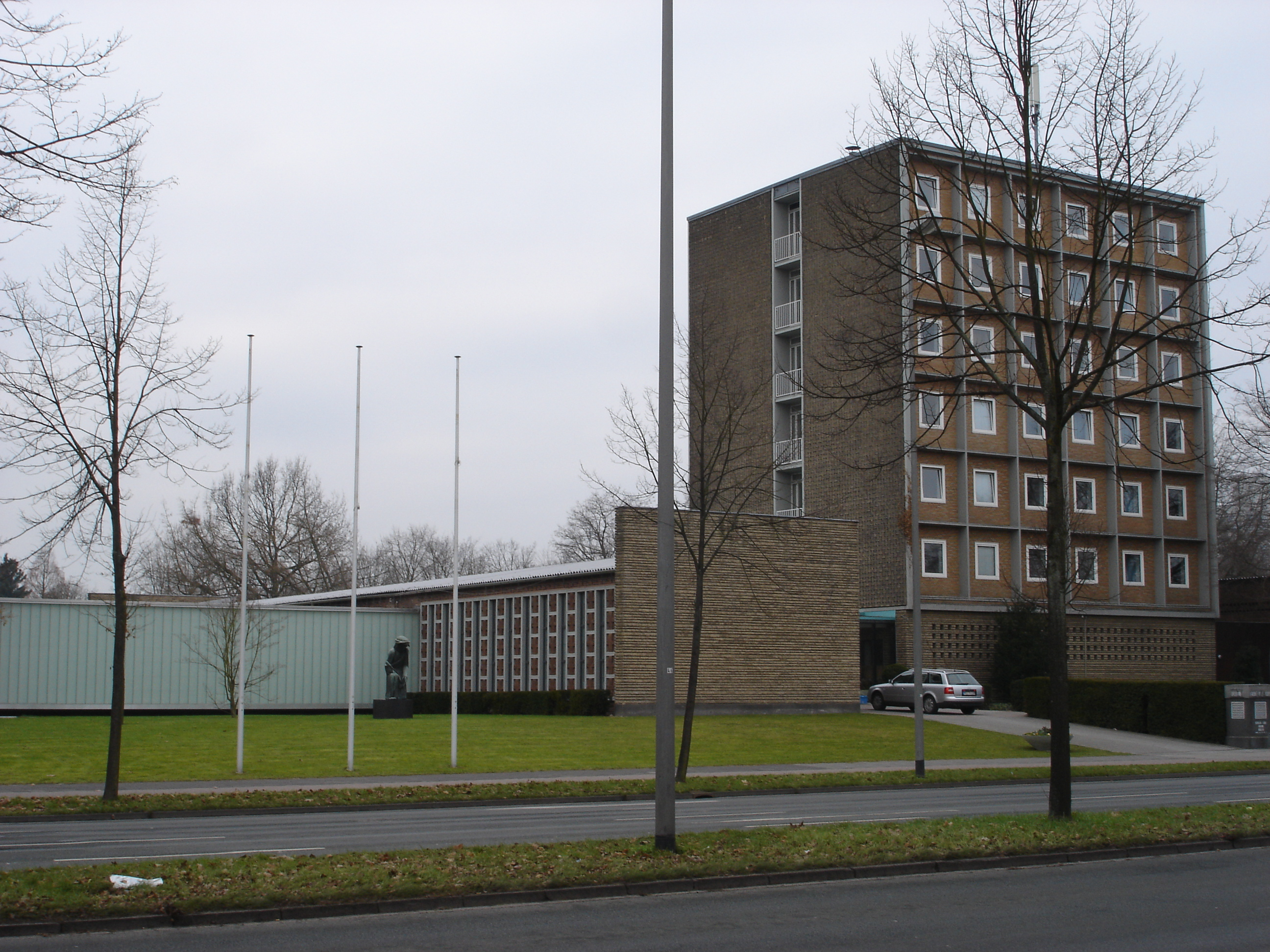
Das Franz-Hitze-Haus vom Kardinal-von-Galen-Ring aus gesehen

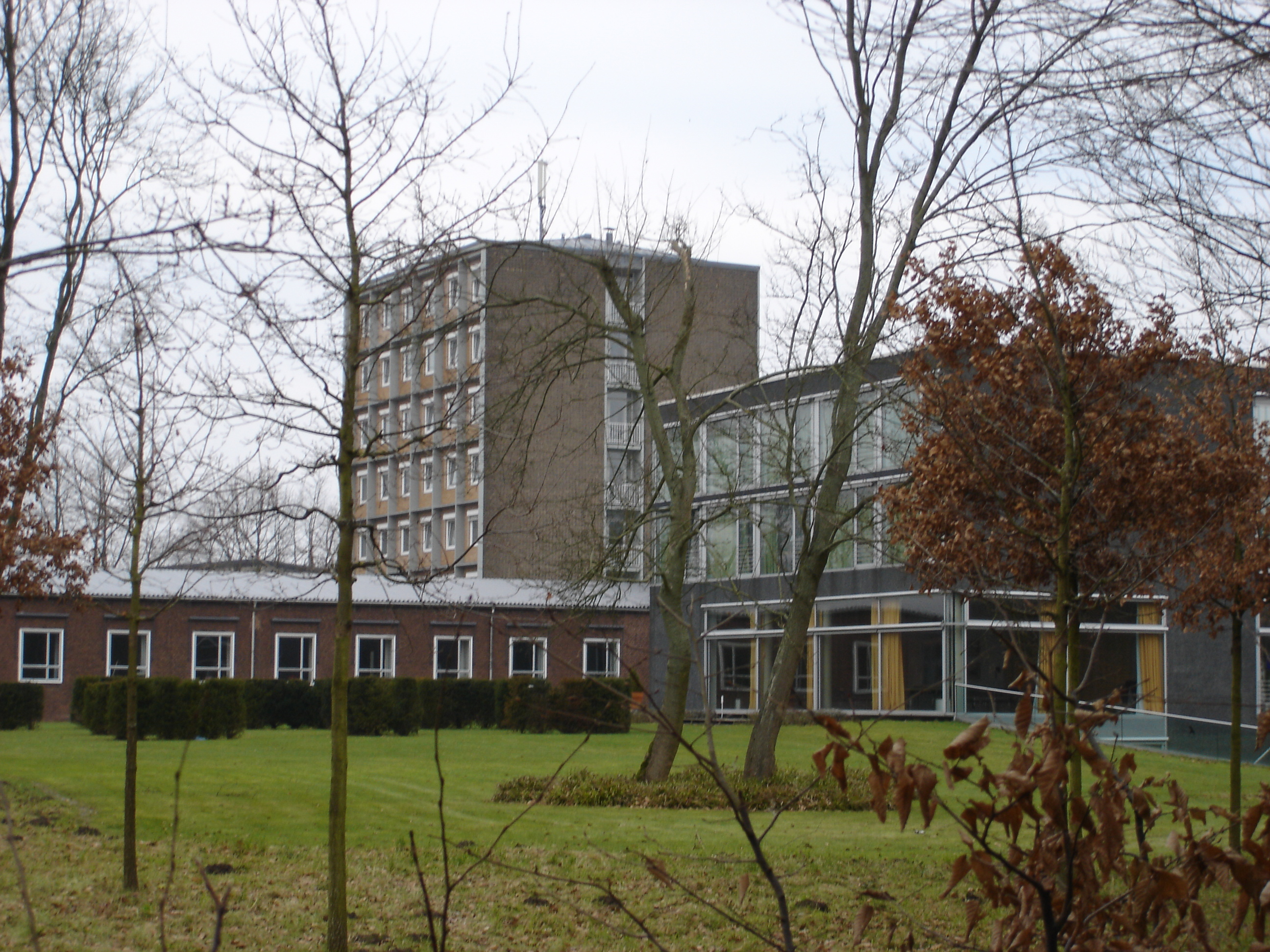
Rückansicht des Franz-Hitze-Hauses

Die Akademie Franz Hitze Haus im westfälischen Münster ist die katholisch-soziale Akademie des Bistums Münster. Seit 1952 führt dieses Haus Veranstaltungen auf dem Gebiet der politischen, sozialen, theologischen, kulturellen und wissenschaftsbezogenen Bildung und Begegnung durch. In neun Fachbereichen erarbeiten wissenschaftlich ausgewiesene Referenten das aktuelle Programm. Die Akademie wird aus den Mitteln des Bistums Münster finanziert. Sie ist nach dem Weiterbildungsgesetz Nordrhein-Westfalen anerkannt und steht im Verbund der vierundzwanzig katholischen Akademien in Deutschland.

## Namensgeber
Der Namensgeber der Akademie ist Franz Hitze (1851–1921). Er war der erste Professor für christliche Sozialwissenschaften der Universität Münster. Er war Mitglied des Reichstags und des Preußischen Abgeordnetenhauses. In der verfassunggebenden Weimarer Nationalversammlung wirkte er maßgeblich an der Gründung des Sozialstaats mit. Als Mitbegründer des Volksvereins für das katholische Deutschland setzte er sich für eine moderne Erwachsenenbildung ein.

## Selbstverständnis
Mit Studien- und Akademietagungen, Kursen, Foren, Symposien, Gesprächskreisen, Fachkongressen, Seminaren und Ausstellungen wirkt die Akademie an der Schnittstelle von Kirche und Gesellschaft. Sie setzt sich mit Zeitfragen und grundsätzlichen Themen auf der Basis christlicher Sozialethik auseinander und will Orientierung bieten. Die Akademie versteht sich als Ort der offenen Diskussion und Begegnung ohne Ansehen der politischen oder religiösen Auffassung der Tagungsgäste.

## Geschichte
Albrecht Beckel war von Anbeginn Mitarbeiter der Akademie und leitete die Sozialen Seminare im Bistum Münster. 1954 wurde er Akademiedirektor. 
Das Franz-Hitze-Haus wurde 1959 nach den Plänen des Diözesanbaurates Alfons Boklage (1911–2003) als wegweisende Einrichtung der Erwachsenenbildung gebaut, mit klarer Unterteilung in Wohn-, Arbeits- und Freizeitbereich. 1978 und 2000 wurde das Gebäude erweitert. Seither bietet das Franz Hitze Haus Übernachtungsmöglichkeiten für bis zu 90 Personen.
Von 1988 bis 2016 leitete der Theologe und Germanist Thomas Sternberg die Akademie. Sein Nachfolger war von 2016 bis 2023 der Theologe und Pädagoge Antonius Kerkhoff, seit 2024 der Theologe und Literaturwissenschaftler Johannes Sabel.

## Edith-Stein-Kapelle
Die Edith-Stein-Kapelle ist der Mittelpunkt des Hauses und ein Ort der Stille. Sie ist benannt nach der 1942 in Auschwitz ermordeten hl. Edith Stein, die 1932/1933 Philosophie-Dozentin in Münster war.